# Gamboma (distrikt)
Gamboma är ett distrikt i Kongo-Brazzaville. Det ligger i departementet Plateaux, i den centrala delen av landet, 270 km norr om huvudstaden Brazzaville.